# تاگوهی گریگوریان
تاگوهی گریگوریان (ارمنی: Թագուհի Գրիգորյան؛ زادهٔ ۱۰ مارس ۱۹۹۲) بازیکن فوتبال در پست دروازه‌بان اهل ارمنستان است.

## تیم ملی
وی همچنین در تیم ملی فوتبال زیر ۱۹ سال زنان ارمنستان و تیم ملی فوتبال زنان ارمنستان بازی کرده‌است. 